# María del Pilar Teresa Cayetana de Silva y Álvarez de Toledo
María del Pilar Teresa Cayetana de Silva y Álvarez de Toledo y Silva Bazán (Madrid, 10 de juny de 1762 - Madrid, 23 de juliol de 1802) fou una aristòcrata espanyola de finals del segle xviii. Filla única del X duc de Huéscar i de la filla del XII duc d'Alba de Tormes Mariana de Silva-Bazán y Sarmiento. És coneguda especialment com una de les primeres mecenes del pintor Francisco de Goya. Fou la XIII duquessa d'Alba (Ducat d'Alba de Tormes) per dret propi, des de 1776 fins que morí el 1802. Va ser la dona més controvertida de la seva època, per la seva bellesa, sensualitat i vida liberal. Se li atribueix un romanç amb Goya, qui la va retratar en diversos dels seus quadres. S'ha dit que Goya hi va tenir algun tipus de relació però altres fonts neguen qualsevol possibilitat, entre altres motius, per la desigualtat social que els separava.

## Biografia
Es va casar amb José Álvarez de Toledo i Gonzaga, XV Duc de Medina-Sidonia, de qui va enviudar el 1796. Cayetana no va tenir fills però va adoptar una nena de color, anomenada Maria de la Llum.
Les dades reals i les novel·lesques es barregen. Es diu que sentia atracció per toreros i altres homes de condició social inferior, i que fins i tot sortia per les nits, vestida de maja, per gaudir de diversions vedades a les dames respectables. Va contribuir a aquest mite el seu caràcter imprevisible: era afectuosa amb nens i pobres, però al mateix temps tenia capritxos de malbaratament i ostentació, i es diu que mantenia rivalitats frívoles amb altres dames destacades de Madrid, com la duquessa d'Osuna i Maria Lluïsa de Borbó-Parma (reina d'Espanya).
Es conta que la duquessa i la reina competien per sorprendre en vestit i luxes, per al que importaven vestits exclusius de París. En una ocasió, diuen que la duquessa va plagiar un disseny pensat per a la reina, i va vestir amb la mateixa roba a les seves criades, amb l'únic propòsit de ridiculitzar-la. L'enemistat entre elles s'atribueix a la seva lluita per acaparar l'atenció de Manuel Godoy, que va pujar com a polític amb la protecció de la reina però que també va tenir presumptes relacions amb la duquessa, que era vídua.
Com que no hi va haver prole legítima, tots els seus títols van passar a mans del seu parent Carlos Miguel Fitz-James Stuart y Fernández de Híjar-Silva, duc de Llíria. Serà a partir de llavors quan els Alba resideixin al Palau de Llíria de Madrid, ja que Cayetana i els seus avantpassats vivien al Palau Buenavista, prop de la font de Cibeles, actual Caserna General de l'Exèrcit.
La duquessa Cayetana va morir als 40 anys, suposadament per una febre, encara que es rumorejava que va ser assassinada per Godoy seguint instruccions de la reina. Després de la seva mort, diverses de les seves propietats van ser requisades; Buenavista va deixar de ser residència dels Alba i els seus famosos quadres van passar a mans de Godoy, com la Venus del mirall de Velázquez i L'educació de Cupido de Correggio (National Gallery de Londres). El 1945, el cadàver de la duquessa va ser exhumat, no es va confirmar el seu presumpte enverinament, tot i que li faltava un peu, es diu que perquè li van serrar tots dos perquè el cos entrés en el taüt.